# 玻璃杯

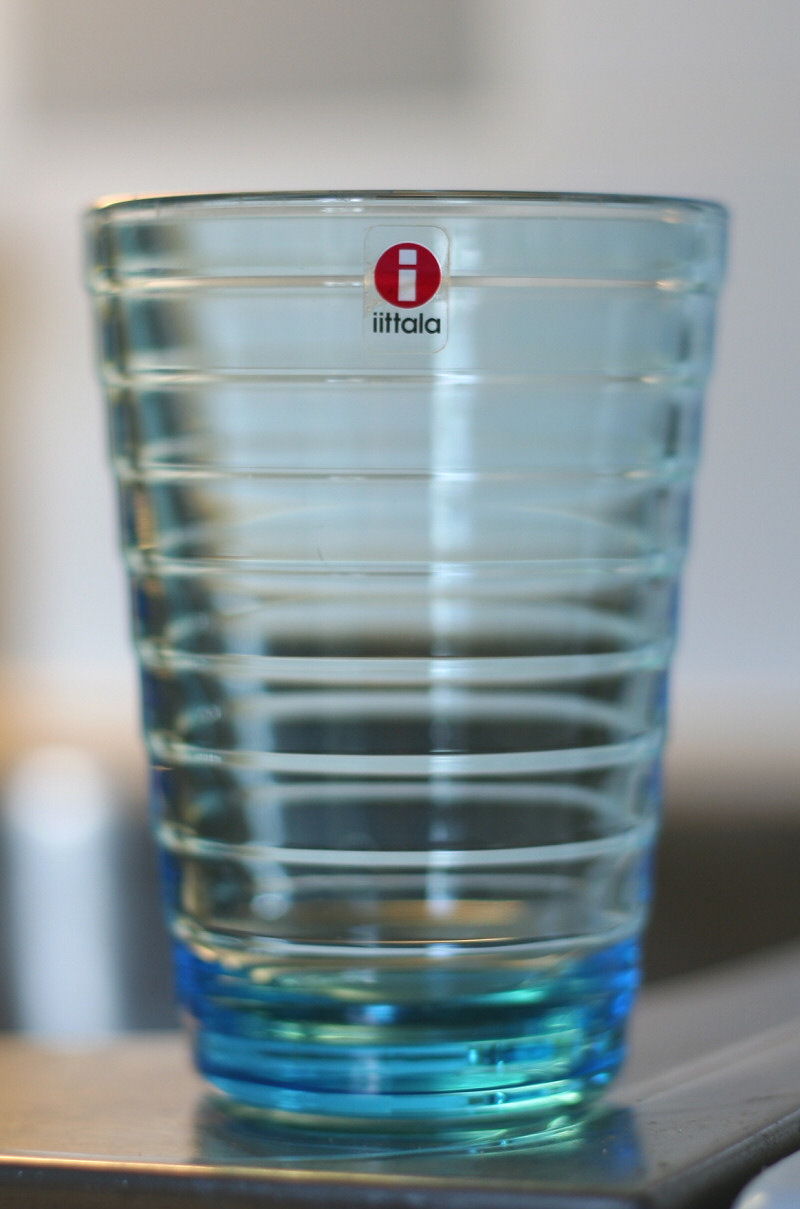
芬兰伊塔拉公司出品的玻璃杯子

玻璃杯是用玻璃制成的杯子。玻璃杯子通常是薄边且透明，最通常的尺寸为15至25分升。玻璃杯子通常用来喝冷饮，如水、牛奶、果汁及酒精饮料。针对不同的酒精饮料通常使用不同的玻璃杯子，如30至50分升的啤酒杯、葡萄酒杯、小酒杯及香槟酒杯等。
玻璃杯子需要慢慢冷却，不然的话杯子不同部分温度降低会不平衡。同理，如果冷却后的玻璃杯子倒入热饮料，热度不均匀地扩散会导致玻璃杯子破裂。因此喝热饮时最好使用馬克杯或瓷杯。